# Castel di Tora
Castel di Tora es una localidad italiana de la provincia de Rieti, región de Lacio, con 292 habitantes.

## Evolución demográfica
| Gráfica de evolución demográfica de Castel di Tora entre 1861 y 2001 |
|                                                                      |
| Fuente ISTAT - Elaboración gráfica por parte de Wikipedia            |